# HMS London (F95)
La HMS London (Pennant number F95), tredicesima nave da guerra britannica a portare questo nome, è stata una fregata lanciamissili della Royal Navy appartenente alla Classe Type 22. Costruita nei cantieri Yarrow venne impostata il 7 febbraio 1983, varata il 7 ottobre 1984 ed entrò in servizio il 5 giugno 1987. Andata in disarmo il 14 gennaio 1999 è stata ceduta alla Romania nella cui Marina presta servizio con il nome di Regina Maria.

## HMSLondon
La nave originariamente era stata chiamata Bloodhound, ma venne successivamente ribattezzata London sotto pressione del sindaco della capitale inglese.
Entrata in servizio nel giugno 1987, la nave nel 1988 è stata dislocata nel Baltico, con la missione di testare le apparecchiature di rilevamento su sottomarini e navi russe. Successivamente è stata inviata nel golfo Persico durante la Guerra Iran-Iraq.
Durante la prima guerra del golfo la nave è stata l'ammiraglia della flotta britannica. Successivamente è stata impiegata in Adriatico nel 1993 e nel 1995 durante la crisi in Bosnia successiva alla dissoluzione della Jugoslavia.
Prima di andare in disarmo la nave ha condotto, nell'agosto 1998, esercitazioni nel Mar Nero con unità navali di Romania e Ucraina.

## Regina Maria

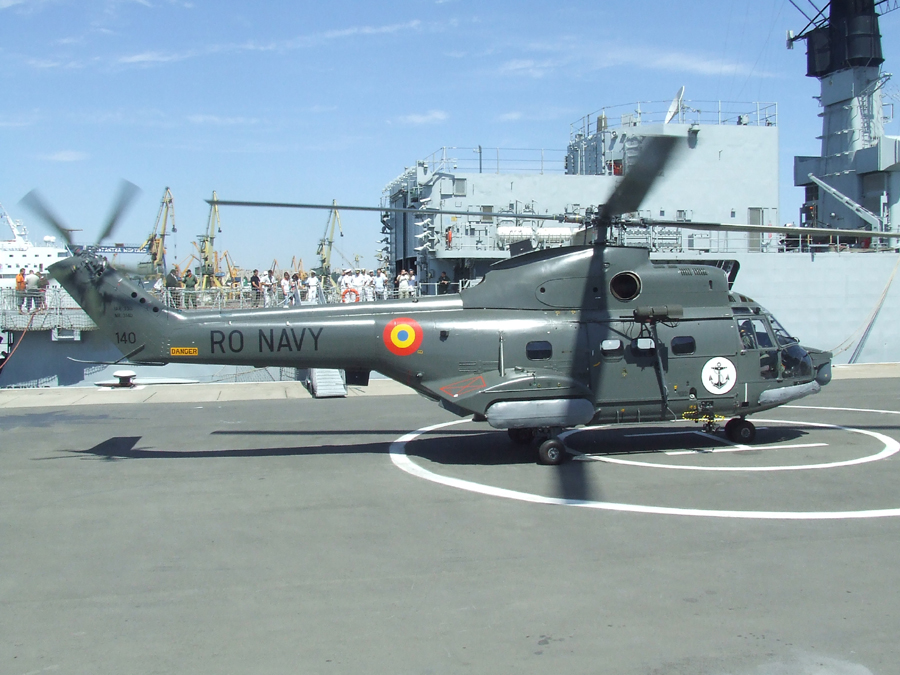
IAR 330 Puma Naval

La nave, dopo essere andata in disarmo il 14 gennaio 1999 è stata venduta alla Romania il 14 gennaio 2003, con qualche polemica sul prezzo al quale è stata acquistata dalla Romania.
La nave ribattezzata Regina Maria in onore di Maria di Sassonia-Coburgo-Gotha, consorte di Re Ferdinando I di Romania è entrata in servizio nella Marina della Romania il 21 aprile 2005 con il distintivo ottico F-222.
Nel 2004 prima della consegna alla Romania la nave è stata sottoposta a lavori di riallestimento, terminati nel mese di novembre. Nel corso dei lavori è stato installato un cannone di medio calibro Otobreda da 76 mm di fabbricazione italiana.
Nella Marina della Romania la nave affianca una fregata gemella la Regele Ferdinand ex HMS Coventry della Royal Navy, che dopo essere stata ceduta dai britannici era entrata in servizio il 9 settembre 2004.

## Missioni partecipate
Dalla entrata in servizio nella Forțelor Navale Române, la fregata Regina Maria ha eseguito una serie di missioni, tra le quali le più importanti:
- „Cooperative MAKO 2006” - Mar Nero
- „Active Endeavour 2006” - Mar Mediterraneo
- „NIIRIS 2007” - Grecia
- SUMMIT-ul NATO 2008 - Romania
- „Active Endeavour 2009” - Mar Mediterraneo (nave ammiraglia)
- „Active Endeavour 2011” -  Mar Mediterraneo[2]

## Galleria d'immagini

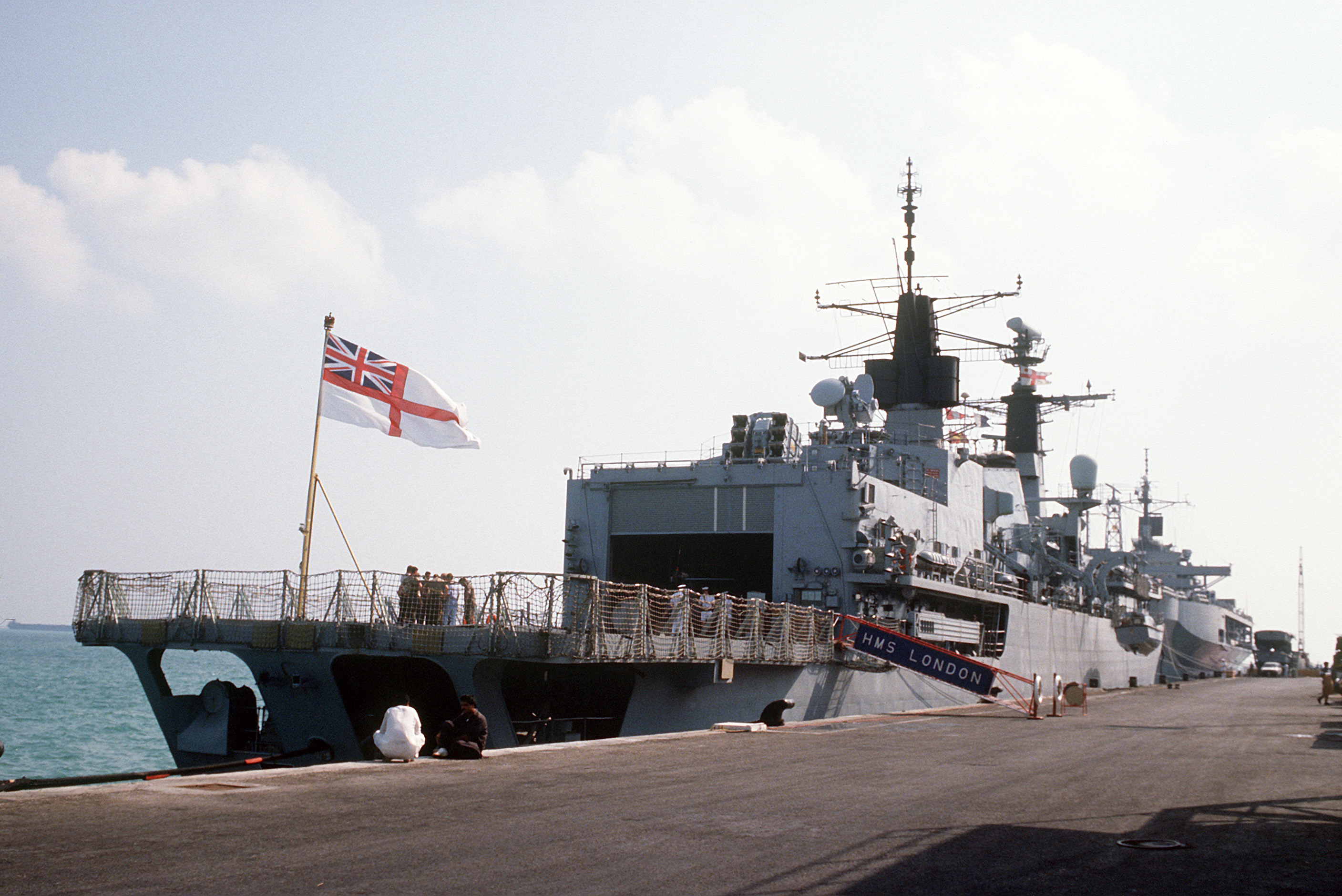
La fregata HMS London nel 1992
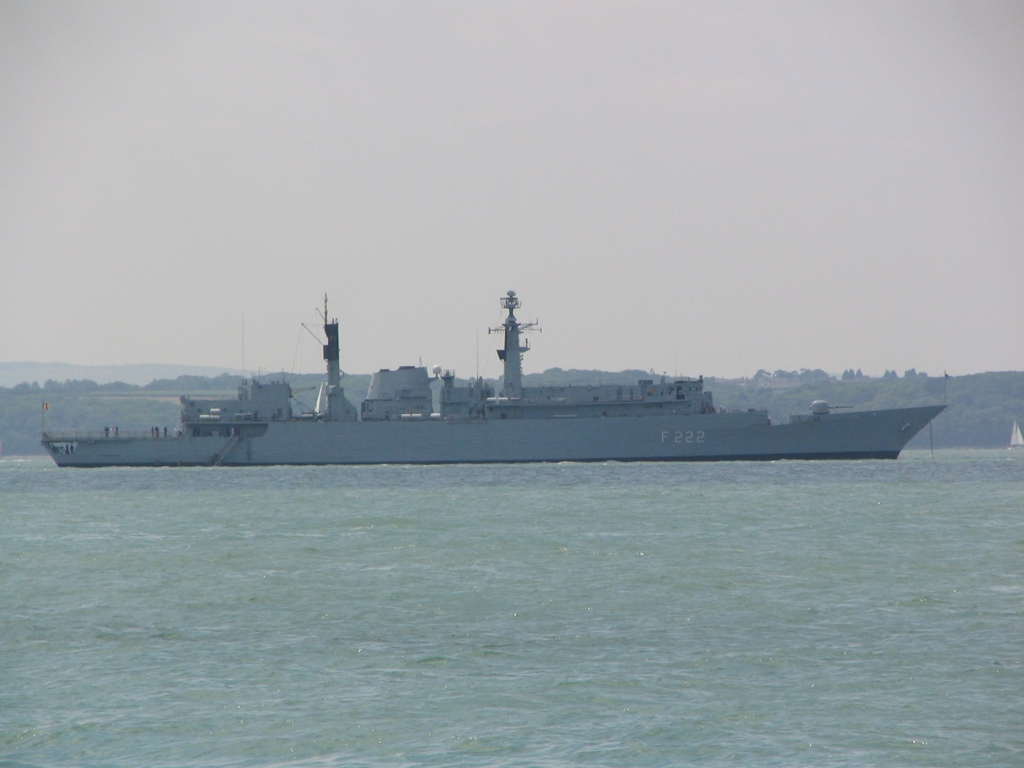
La fregata Regina Maria alle celebrazioni del 200º anniversario della Battaglia di Trafalgar